# 国家工团主义
国家工團主義（英語：National syndicalism）是工團主義的一个民族主义变种。工團主義是一種以勞工運動為主導的社會主義，旨在工人階級團結起來組織工會，並透過各種工業行動，使社會由資本家主導變成由工人主導，并結合社會主義及無政府主義，主張廢除政府及資本制度，由生產工人所組成的工團來取代政府，以性質不同的工團來管理和擁有各種社會資源。但国家工團主義已经从社会主义转变为了第三位置意识形态。